# Badwater (obszar)
Badwater – obszar niemunicypalny w hrabstwie Inyo, w Dolinie Śmierci, na północny zachód od Bennetts Well, na wysokości 81 m poniżej poziomu morza. Jest najniżej położoną osadą w Ameryce Północnej, leży w pobliżu Badwater, które z kolei jest najniżej położonym miejscem w Ameryce Północnej.